# Schitul Sfântul Arhanghel Mihail din Chișinău
Schitul Sfântul Arhanghel Mihail din Chișinău este un schit de călugărițe din Republica Moldova.